# 12 maja
12 maja jest 132. (w latach przestępnych 133.) dniem w kalendarzu gregoriańskim. Do końca roku pozostaje 233 dni.

## Święta
- Imieniny obchodzą: Achilles, Domicela, Domicjan, Domicjana, Dominik, Epifaniusz, Flawia, German, Imelda, Jan, Jazon, Joanna, Nawoja, Nereusz, Pankracy, Plautylla, Teodora i Wszemił
- Międzynarodowe:
  - Międzynarodowy Dzień Pielęgniarek (ustanowiony przez Międzynarodową Radę Pielęgniarek)
  - Światowy Dzień Syndromu Chronicznego Zmęczenia i Zaburzeń Immunologicznych[1] (syndrom uznany po raz pierwszy w 1860 przez dr George’a Bearda)
- Wspomnienia i święta w Kościele katolickim[2][3] obchodzą:
  - św. Epifaniusz z Salaminy (biskup)
  - św. Flawia Domitylla (Domicela), męczennica
  - bł. Imelda Lambertini (zakonnica)
  - bł. Juta z Chełmży (wdowa, pustelnica)
  - św. Leopold Mandić (kapłan zakonu Braci Mniejszych Kapucynów)
  - święci Nereusz i Achilles (męczennicy)
  - św. Pankracy (męczennik), jeden z trzech „zimnych ogrodników”
  - Dominik de la Calzada

## Wydarzenia w Polsce

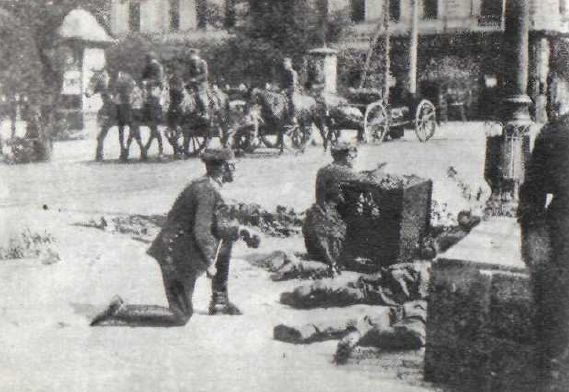
Walki na ulicach Warszawy w trakcie przewrotu majowego (1926)

- 1330 – II wojna polsko-krzyżacka: wojska zakonne zdobyły i zburzyły Wyszogród Kujawski.
- 1364 – Król Kazimierz III Wielki ogłosił akt fundacyjny Uniwersytetu Krakowskiego.
- 1373 – Książę mazowiecki Siemowit III nadał prawa miejskie Ostrołęce.
- 1575 – Minął ostateczny termin powrotu do kraju wyznaczony królowi Henrykowi Walezemu pod groźbą utraty polskiej korony. Tego samego dnia rozpoczął się w Stężycy zjazd szlachty na którym nie podjęto żadnych decyzji.
- 1651 – Powstanie Chmielnickiego: armia polska dowodzona przez hetmana polnego koronnego Marcina Kalinowskiego pokonała wojska kozacko-tatarskie w bitwie pod Kopyczyńcami.
- 1689 – Wielki pożar Wołowa.
- 1706 – Z terenu Polski widoczne było całkowite zaćmienie Słońca.
- 1781 – Wmurowano kamień węgielny pod budowę greckokatolickiej cerkwi i monasteru Zaśnięcia Najświętszej Marii Panny w Warszawie.
- 1802 – Pożar doszczętnie zniszczył zabudowę Nowego Stawu koło Malborka.
- 1817 – W Warszawie otwarto pierwszą w kraju Giełdę Papierów Wartościowych.
- 1899 – W Grudziądzu wyjechał na trasę pierwszy tramwaj elektryczny.
- 1902 – Otwarto synagogę im. Małżonków Nożyków w Warszawie.
- 1903 – Wielki pożar Biecza.
- 1906 – Założono Teatr Mały w Warszawie.
- 1919 – W Warszawie założono Francuską Szkołę Pilotów.
- 1926 – Marszałek Józef Piłsudski rozpoczął przewrót majowy.
- 1935 – Po śmierci Józefa Piłsudskiego wprowadzono żałobę narodową.
- 1936:
  - Powstał Komitet Obrony Rzeczypospolitej.
  - Serce Józefa Piłsudskiego zostało złożone w grobie jego matki Marii na Cmentarzu na Rossie w Wilnie.
- 1943 – Żołnierze Batalionów Chłopskich dokonali w nocy z 12 na 13 maja ataku na niemiecki wojskowy pociąg urlopowy na dzisiejszej linii kolejowej nr 7 pomiędzy Puławami a Gołębiem, zabijając lub raniąc kilkudziesięciu Niemców.
- 1949 – Premiera filmu wojennego Za wami pójdą inni w reżyserii Antoniego Bohdziewicza.
- 1952 – Wprowadzono reglamentację cukru i słodyczy, dopuszczając jednocześnie wolną sprzedaż cukru po tzw. cenach komercyjnych.
- 1981 – Zarejestrowano NSZZ Rolników Indywidualnych „Solidarność”.
- 1983 – Maturzysta Grzegorz Przemyk został zatrzymany i pobity przez funkcjonariuszy MO w komisariacie przy ul. Jezuickiej na Starym Mieście w Warszawie, w wyniku czego zmarł dwa dni później w szpitalu.
- 1989:
  - Otwarto Muzeum Sportu w Olsztynie.
  - Prawnie uznano wyznanie Świadków Jehowy w Polsce.
- 1990 – Powstało Porozumienie Centrum.
- 1997 – Rozpoczęła się wymiana powszechnych świadectw udziałowych na akcje Państwowego Funduszu Inwestycyjnego.
- 2001 – W Krakowie odsłonięto pomnik Piotra Skargi.
- 2006 – Sejm RP przyjął ustawę o Centralnym Biurze Antykorupcyjnym.
- 2010 – Na warszawskiej giełdzie zadebiutowały akcje PZU.
- 2016 – Oddano do użytku kompleks budynków biurowych Warsaw Spire.
- 2024 – Doszło do pożaru hali targowej Marywilska 44 w Warszawie – największego centrum handlowego w mieście, w którego terenie swoje usługi oferowało ponad 1400 firm prywatnych[4].

## Wydarzenia na świecie
- 113 – W Rzymie została poświęcona kolumna Trajana.
- 254 – Stefan I został papieżem.
- 919 – Frankowie, Alamanowie, Bawarowie, Turyngowie i Sasi wybrali na króla wschodniofrankijskiego Henryka I Ptasznika.
- 1057 – Skryba Grigorij ukończył pracę nad Ewangeliarzem Ostromira, jednym z najstarszych pomników piśmiennictwa na Rusi, spisanym w języku staro-cerkiewno-słowiańskim.
- 1082 – Czesi pokonali w bitwie pod Mailbergiem wojska austriackiego margrabiego Leopolda II Pięknego.
- 1182 – Po śmierci Waldemara I Wielkiego nowym królem Danii został jego syn Kanut VI.
- 1191 – W trakcie wyprawy krzyżowej król Anglii Ryszard I Lwie Serce poślubił w cypryjskim Limassol Berengarię, córkę króla Nawarry Sancho VI Mądrego.
- 1328 – Dokonano wyboru antypapieża Mikołaja V.
- 1468 – Wojska węgierskie pod wodzą króla Macieja Korwina zaatakowały i po dwóch dniach zdobyły i spaliły czeskie miasto Třebíč.
- 1497 – Papież Aleksander VI ekskomunikował Hieronima Savonarolę.
- 1525 – Wojna chłopska w Niemczech: porażka powstańców w bitwie pod Böblingen.
- 1551 – Założono Uniwersytet Świętego Marka w Limie (jako Real y Pontificia Universidad de la Ciudad de los Reyes de Lima).
- 1559 – Papież Paweł IV ogłosił bullę Super Universas regulującą strukturę administracyjną Kościoła katolickiego w okręgu burgundzkim Rzeszy Niemieckiej, na terenie którego leżą dzisiaj: Holandia, Belgia i Luksemburg.
- 1588 – Po wypędzeniu króla Henryka III Walezego powstańcy paryscy przekazali miasto w ręce księcia Henryka I de Guise.
- 1635 – Kardynał Péter Pázmány założył uczelnię katolicką w Nagyszombat (Trnawie), obecnie Katolicki Uniwersytet Pétera Pázmánya w Budapeszcie.
- 1649 – VI wojna wenecko-turecka: zwycięstwo floty weneckiej w bitwie pod Foça.
- 1652 – Kampania Cromwella w Irlandii: zakończyło się oblężenie Galway.
- 1664 – W ogrodach Wersalu odbyła się premiera komedii Moliera Świętoszek.
- 1689 – Wojna króla Wilhelma: Wilhelm III Orański wraz z Ligą Augsburską rozpoczęli wojnę z Francją.
- 1743 – Koronacja Marii Teresy Habsburg na królową Czech, po odzyskaniu Moraw i Czech przez wojska austriacko-węgierskie.
- 1780 – Wojna o niepodległość Stanów Zjednoczonych: wojska brytyjskie zdobyły Charleston w Karolinie Południowej.
- 1789 – W Nowym Jorku zarejestrowano stowarzyszenie polityczne Tammany Hall.
- 1797 – Napoleon Bonaparte zakończył 1070-letni okres niepodległości Republiki Weneckiej.
- 1809 – Wojna na Półwyspie Iberyjskim: zwycięstwo wojsk brytyjskich nad francuskimi w II bitwie pod Porto.
- 1834 – W szwajcarskim Bernie polscy karbonariusze założyli emigracyjną, półtajną organizację republikańsko-demokratyczną „Młoda Polska”.
- 1846 – Z miasta Independence w stanie Missouri wyruszyła do Kalifornii Wyprawa Donnera.
- 1863 – Rasoherina została królową Madagaskaru.
- 1864 – Zawarto zawieszenie broni w wojnie prusko-duńskiej.
- 1870 – Królowa brytyjska Wiktoria Hanowerska podpisała przyjętą przez Parlament Kanady Ustawę o Manitobie.
- 1872 – Założono niemieckie przedsiębiorstwo branży papierniczej Aschaffenburger Zellstoffwerke.
- 1873 – Oskar II został koronowany na króla Szwecji.
- 1881 – Tunezja została objęta protektoratem francuskim.
- 1886 – Po procesie w Lipsku Józef Ignacy Kraszewski został skazany na trzy i pół roku twierdzy za szpiegostwo na rzecz Francji.
- 1888 – Wielka Brytania ustanowiła protektorat nad Borneo Północnym.
- 1894 – W Weimarze odbyła się premiera opery Guntram, pierwszej w dorobku Richarda Straussa.
- 1897 – W Holandii znaleziono mumię bagienną „Dziewczyny z Yde”.
- 1898 – Wojna amerykańsko-hiszpańska: okręty amerykańskie zbombardowały San Juan na Portoryko.
- 1902:
  - Brazylijski wynalazca Augusto Severo de Albuquerque Maranhão i francuski inżynier Georges Saché zginęli w katastrofie sterowca półszkieletowego „Pax” w Paryżu, który zapalił się i eksplodował 365 metrów nad ziemią.
  - Uruchomiono komunikację tramwajową w czeskich Mariańskich Łaźniach.
- 1907 – Niemiecki astronom August Kopff odkrył planetoidy: (633) Zelima i (634) Ute.
- 1910 – Zwodowano amerykański pancernik USS „Florida”.
- 1913 – Michel Oreste został prezydentem Haiti.
- 1917:
  - W Budapeszcie odbyła się premiera baletu Drewniany książę z muzyką Beli Bartóka.
  - Założono Łotewski Związek Rolników.
- 1920 – Wojna polsko-bolszewicka: odpowiadając na apel Kominternu czescy kolejarze zatrzymali w Brzecławiu francuskie transporty broni dla Polski.
- 1922 – W Wiedniu odbyła się premiera operetki Frasquita Franza Lehára.
- 1925 – Paul von Hindenburg został prezydentem Niemiec.
- 1926 – Lincoln Ellsworth, Roald Amundsen i Umberto Nobile przelecieli sterowcem „Norge” nad biegunem północnym.
- 1930 – Otwarto Adler Planetarium w Chicago.
- 1932 – W pobliżu posesji pilota Charlesa Lindbergha w Hopewell w stanie New Jersey znaleziono zwłoki jego 20-miesięcznego syna, uprowadzonego ze swego pokoju i zamordowanego 1 marca przez niemieckiego emigranta Bruno Hauptmanna.
- 1933 – Wielki kryzys: w USA wszedł w życie Akt Korekty Rolnej.
- 1936 – Demchugdongrub stanął na czele autonomicznego rządu mongolskiego w utworzonym przez Japończyków marionetkowym państwie Mengjiang.
- 1937 – Jerzy VI Windsor został koronowany na króla Wielkiej Brytanii.
- 1939 – Zawarto brytyjsko-tureckie porozumienie o wzajemnej pomocy militarnej w razie agresji na którąś ze stron.
- 1940 – Front zachodni: rozpoczęły się bitwy o Afsluitdijk, o Sedan i pod Hannut.
- 1941 – Konrad Zuse zaprezentował w Berlinie pierwszy działający i w pełni automatyczny komputer Z3 o zmiennym programie.
- 1942:
  - Front wschodni: rozpoczęła się II bitwa o Charków.
  - Wojna na Pacyfiku: skapitulowały ostatnie amerykańskie oddziały na filipińskiej wyspie Mindanao.
- 1943 – Bitwa o Atlantyk: Brytyjczycy zatopili niemiecki okręt podwodny U-89, w wyniku czego zginęła cała, 48-osobowa załoga.
- 1944:
  - Front wschodni: kapitulacja ostatnich jednostek niemieckich na Krymie.
  - Kampania włoska: rozpoczął się polski szturm na Monte Cassino.
- 1945 – Konstruktor niemieckich pocisków rakietowych Wernher von Braun poddał się wraz ze swymi współpracownikami wojskom amerykańskim.
- 1949 – Zakończyła się radziecka blokada Berlina.
- 1958 – USA i Kanada utworzyły Dowództwo Obrony Północnoamerykańskiej Przestrzeni Powietrznej i Kosmicznej (NORAD).
- 1959 – Podczas lądowania w Charleston w Wirginii Zachodniej wypadł z pasa należący do Capital Airlines Lockheed Constellation, w wyniku czego zginęły dwie osoby. Kilkadziesiąt minut później należący do tych samych linii Vickers Viscount rozbił się pod Chase w stanie Maryland, w wyniku czego zginęło 27 pasażerów i 4 członków załogi.
- 1964 – W Tunezji wprowadzono zakaz kupowania i posiadania gruntów rolnych przez cudzoziemców.
- 1965:
  - RFN i Izrael nawiązały stosunki dyplomatyczne.
  - Wszedł do eksploatacji włoski statek pasażerski TSS „Michelangelo”.
  - W wyniku uderzenia cyklonu na Pakistan Wschodni (obecnie Bangladesz) zginęło ok. 20 tys. osób.
- 1966 – W St. Louis w stanie Missouri otwarto nieistniejący już Busch Memorial Stadium, na którym mecze rozgrywała drużyna baseballowa St. Louis Cardinals.
- 1971:
  - 58 osób zginęło w wyniku trzęsienia ziemi z epicentrum w okolicy miasta Burdur w południowo-zachodniej Turcji.
  - We francuskim Saint-Tropez wokalista grupy The Rolling Stones Mick Jagger poślubił angielsko-nikaraguańską modelkę i aktorkę Biancę Pérez-Mora Macías.
- 1975 – Amerykański statek handlowy „Mayaguez” z 39-osobową załogą został zaatakowany i uprowadzony przez kambodżańskich Czerwonych Khmerów.
- 1977 – Izrael i Portugalia nawiązały stosunki dyplomatyczne.
- 1978 – Separatyści z prowincji Katanga w ówczesnym Zairze (obecnie Demokratyczna Republika Kongo) zajęli miasto Kolwezi.
- 1979 – Rozpoczęto budowę metra w Nowosybirsku.
- 1980 – Prezydent Ugandy Godfrey Binaisa został obalony przez wojsko.
- 1982 – Uzbrojony w bagnet hiszpański duchowny Juan Fernández y Krohn usiłował dokonać zamachu na papieża Jana Pawła II podczas jego pobytu w portugalskiej Fatimie.
- 1991:
  - Na mocy traktatu INF w ZSRR zniszczono ostatnią rakietę balistyczną SS-20.
  - W Nepalu odbyły się pierwsze od 32 lat wielopartyjne wybory parlamentarne.
- 1992 – (lub 13 maja) Na górze Kanczendzonga w Himalajach zaginęła polska himalaistka Wanda Rutkiewicz. Jej ciała dotychczas nie odnaleziono.
- 1994:
  - Armenia i Azerbejdżan zawarły rozejm w konflikcie o Górski Karabach.
  - Premiera dramatu psychologicznego Trzy kolory. Czerwony w reżyserii Krzysztofa Kieślowskiego.
- 1995 – Premiera thrillera Karmazynowy przypływ w reżyserii Tony’ego Scotta.
- 1997 – W Moskwie podpisano rosyjsko-czeczeński traktat pokojowy.
- 1999 – Siergiej Stiepaszyn został premierem Rosji.
- 2003:
  - 26 osób (w tym 9 Amerykanów) zginęło w ataku 9 zamachowców-samobójców z Al-Ka’idy na dzielnicę mieszkalną w saudyjskim Rijadzie.
  - 60 osób zginęło, a ponad 450 zostało rannych w samobójczym zamachu kierowcy ciężarówki na kompleks budynków rządowych w czeczeńskim Znamienskoje(inne języki).
- 2005 – Ministerstwo Sprawiedliwości Białorusi unieważniło zjazd Związku Polaków na Białorusi z marca tego roku.
- 2006 – Lankijskie siły rządowe pokonały Tamilskich Tygrysów w bitwie morskiej pod Pedro Point.
- 2007:
  - Na Islandii odbyły się wybory parlamentarne.
  - Podpisano rosyjsko-turkmeńsko-kazachskie porozumienie o budowie gazociągu wzdłuż Morza Kaspijskiego.
  - W finale 52. Konkursu Piosenki Eurowizji zwyciężyła serbska piosenka Molitva w wykonaniu Mariji Šerifović.
- 2008 – W wyniku trzęsienia ziemi w chińskiej prowincji Syczuan zginęło ponad 69 tys. osób, a ponad 374 tys. zostało rannych.
- 2009 – Ǵorge Iwanow został prezydentem Macedonii.
- 2010 – W katastrofie lotu Afriqiyah Airways 771 w stolicy Libii Trypolisie zginęły 103 osoby, a jedna została ranna.
- 2011 – Antoni Martí został premierem Andory.
- 2013 – Ugrupowanie Obywatele na rzecz Europejskiego Rozwoju Bułgarii kierowane przez Bojko Borisowa wygrało przedterminowe wybory parlamentarne w Bułgarii.
- 2014 – Konflikt na wschodniej Ukrainie: samozwańcze Doniecka i Ługańska Republika Ludowa ogłosiły niepodległość.
- 2016 – Brazylijski parlament zawiesił w pełnieniu obowiązków prezydent Dilmę Rousseff. Jej obowiązki przejął wiceprezydent Michel Temer.
- 2017 – Po 61 latach w amerykańskim Detroit wznowiono komunikację tramwajową.
- 2019 – Stewo Pendarowski został prezydentem Macedonii Północnej.
- 2021:
  - Anatole Collinet Makosso został premierem Konga.
  - Stefan Janew został premierem Bułgarii.
- 2022:
  - Opublikowano zdjęcie Sagittarius A*, supermasywnej czarnej dziury w centrum Drogi Mlecznej.
  - Ünal Üstel został premierem Cypru Północnego.
- 2024 – Inwazja Rosji na Ukrainę: 17 osób zginęło, a 30 zostało rannych w wyniku uderzenia fragmentów zestrzelonego ukraińskiego pocisku lub omyłkowego zbombardowania przez Rosjan bloku mieszkalnego w Biełgorodzie niedaleko granicy z Ukrainą.

## Eksploracja kosmosu
- 1965 – Radziecka sonda Łuna 5 rozbiła się o powierzchnię Księżyca.

## Urodzili się
- 1325 – Ruprecht II Wittelsbach, elektor Palatynatu Reńskiego (zm. 1398)
- 1401 – Shōkō, cesarz Japonii (zm. 1428)
- 1479 – Pompeo Colonna, włoski kardynał (zm. 1532)
- 1496 – Gustaw I Waza, król Szwecji (zm. 1560)
- 1515 – Krzysztof, książę Wirtembergii (zm. 1568)
- 1536 – Cello Magno, włoski poeta (zm. 1602)
- 1559 – Stanisław Pius Radziwiłł, ordynat ołycki, marszałek wielki litewski, starosta generalny żmudzki (zm. 1599)
- 1590 – Kosma II Medyceusz, wielki książę Toskanii (zm. 1621)
- 1606 – Joachim von Sandrart, niemiecki malarz, miedziorytnik, teoretyk sztuki (zm. 1688)
- 1649 – Gianalberto Badoaro, włoski duchowny katolicki, patriarcha Wenecji i Brescii, kardynał (zm. 1714)
- 1670 – August II Mocny, książę Saksonii, król Polski (zm. 1733)
- 1679 – Giovanni Antonio Ricieri, włoski kompozytor (zm. 1746)
- 1687 – Johann Heinrich Schulze, niemiecki naukowiec, wynalazca (zm. 1744)
- 1700 – Luigi Vanvitelli, włoski inżynier, architekt (zm. 1773)
- 1725 – Ludwik Filip, książę Orleanu i Montpensier (zm. 1785)
- 1739 – Jan Křtitel Vaňhal, czeski kompozytor (zm. 1813)
- 1745 – Jens Juel, duński malarz (zm. 1802)
- 1752 – Gabriel Burbon, infant hiszpański (zm. 1788)
- 1753 – Agustín Esteve, hiszpański malarz (zm. 1830)
- 1755:
  - Nereusz Ostaszewski, polski szlachcic, polityk, poseł, szambelan królewski (zm. 1803)
  - Giovanni Battista Viotti, włoski kompozytor, skrzypek (zm. 1824)
- 1763 – John Bell, szkocki anatom, chirurg (zm. 1820)
- 1767 – Manuel Godoy, hiszpański książę, polityk (zm. 1851)
- 1773 – Thomas Horsfield, amerykański lekarz, przyrodnik (zm. 1859)
- 1783 – Fiodor Geismar, rosyjski baron, generał pochodzenia austriackiego (zm. 1848)
- 1802 – Jean-Baptiste Henri Lacordaire, francuski dominikanin (zm. 1861)
- 1803 – Justus von Liebig, niemiecki chemik (zm. 1873)
- 1804 – Robert Baldwin, kanadyjski prawnik, polityk (zm. 1858)
- 1805 – Jan Nepomucen Bobrowicz, polski kompozytor, gitarzysta, wydawca (zm. 1881)
- 1806:
  - Józef Hutten-Czapski, polski generał (zm. 1900)
  - Johan Vilhelm Snellman, fiński polityk (zm. 1881)
- 1809 – Robert Charles Winthrop, amerykański polityk, senator (zm. 1894)
- 1812:
  - Edward Lear, brytyjski poeta, rysownik, autor limeryków (zm. 1888)
  - Lorenzo Nina, włoski kardynał, wysoki urzędnik Kurii Rzymskiej (zm. 1885)
- 1820 – Florence Nightingale, brytyjska pielęgniarka, działaczka społeczna (zm. 1910)
- 1823 – John Russell Hind, brytyjski astronom (zm. 1895)
- 1825 – Orelie-Antoine de Tounens, francuski prawnik, awanturnik (zm. 1878)
- 1828:
  - Johannes Baptista Rietstap, holenderski heraldyk, stenograf (zm. 1891)
  - Dante Gabriel Rossetti, brytyjski poeta, malarz, tłumacz (zm. 1882)
- 1835 – Bolesław Syrewicz, polski rzeźbiarz (zm. 1899)
- 1840 – Maria Leonia Paradis, kanadyjska zakonnica, błogosławiona (zm. 1912)
- 1842 – Jules Massenet, francuski kompozytor (zm. 1912)
- 1845:
  - Henri Brocard, francuski meteorolog, matematyk (zm. 1922)
  - Gabriel Fauré, francuski kompozytor, organista (zm. 1924)
- 1850 – Henry Cabot Lodge, amerykański polityk, senator (zm. 1924)
- 1851 – Samuel Dickstein, polski matematyk, pedagog, historyk nauki pochodzenia żydowskiego (zm. 1939)
- 1853 – Antonina Englisch, polska taterniczka (zm. 1940)
- 1856 – James Hamilton Ross, kanadyjski polityk (zm. 1932)
- 1859 – Janina Omańkowska, polska publicystka, działaczka społeczna, polityk, poseł na Sejm RP (zm. 1927)
- 1861 – Marian Zdziechowski, polski historyk idei i literatury, filolog, filozof, krytyk literacki, publicysta, wykładowca akademicki (zm. 1938)
- 1862 – Stanisław Józef Thugutt, polski mineralog, wykładowca akademicki (zm. 1956)
- 1866 – Leopold Mandić, chorwacki kapucyn, święty (zm. 1942)
- 1869 – Carl Schuhmann, niemiecki gimnastyk, zapaśnik (zm. 1946)
- 1871 – Feliks Kopera, polski historyk sztuki, muzeolog (zm. 1952)
- 1872 – Anton Korošec, słoweński duchowny katolicki, polityk, premier Królestwa Serbów, Chorwatów i Słoweńców (zm. 1940)
- 1873 – J.E.H. MacDonald, kanadyjski malarz (zm. 1932)
- 1874 – Clemens Peter von Pirquet, austriacki baron, pediatra, naukowiec (zm. 1929)
- 1880 – Lincoln Ellsworth, amerykański pilot, badacz polarny (zm. 1951)
- 1883 – Auguste Castille, francuski gimnastyk (zm. 1971)
- 1884 – Henryk Kołodziejski, polski ekonomista, historyk, publicysta, polityk, poseł do KRN i na Sejm Ustawodawczy (zm. 1953)
- 1885 – Saneatsu Mushanokōji, japoński prozaik, dramaturg, poeta, filozof (zm. 1976)
- 1886:
  - Halina Krahelska, polska socjolog, działaczka społeczna, pisarka, publicystka (zm. 1945)
  - Rudolf Schmidt, niemiecki generał (zm. 1957)
- 1888 – Warwara Adrianowa-Peretc, radziecka historyk literatury, bibliograf (zm. 1972)
- 1889 – Otto Frank, Niemiec pochodzenia żydowskiego, ojciec Margot i Anne (zm. 1980)
- 1890:
  - Joe Boyer, amerykański kierowca wyścigowy (zm. 1924)
  - Michał Grażyński, polski kapitan rezerwy piechoty, działacz niepodległościowy, społeczny i harcerski, polityk, wojewoda śląski (zm. 1965)
  - Robert Millar, amerykański piłkarz, trener pochodzenia szkockiego (zm. 1967)
  - Kurt Student, niemiecki generał pilot, as myśliwski (zm. 1978)
- 1892 – Fritz Kortner, austriacki aktor, reżyser teatralny (zm. 1970)
- 1893 – René Mourlon, francuski lekkoatleta, sprinter (zm. 1977)
- 1894 – Stanisław Różyc, polski ułan, legionista (zm. 1935)
- 1895:
  - William Giauque, amerykański fizykochemik, laureat Nagrody Nobla (zm. 1982)
  - Jiddu Krishnamurti, indyjski filozof, mówca, pisarz (zm. 1986)
- 1897:
  - Dawid Liwszic, izraelski polityk (zm. 1973)
  - Henryk Modrzewski, polski aktor, reżyser teatralny (zm. 1965)
- 1899 – Atilio Badalini, argentyński piłkarz (zm. 1953)
- 1900:
  - Joseph Rochefort, amerykański komandor, kryptoanalityk (zm. 1976)
  - Helene Weigel, austriacka aktorka (zm. 1971)
- 1901:
  - Maria Bujakowa, polska artystka specjalizująca się w tkaninie artystycznej, pedagog (zm. 1985)
  - Eugène Schaus, luksemburski prawnik, polityk (zm. 1978)
- 1902:
  - Irena Bączkowska, polska pisarka (zm. 2006)
  - Zofia Gomułkowa, polska działaczka komunistyczna pochodzenia żydowskiego (zm. 1986)
  - Frank Yates, brytyjski matematyk, statystyk (zm. 1994)
- 1903:
  - Lennox Berkeley, brytyjski kompozytor (zm. 1989)
  - Stanisław Brzeziński, polski historyk, dziennikarz, działacz polityczny i społeczny (zm. 1972)
  - Ulf Nordwall, szwedzki lekarz (zm. 1971)
  - Tadeusz Prejzner, polski kompozytor, dyrygent, publicysta, pedagog (zm. 1944)
- 1904:
  - Vilis Lācis, łotewski i radziecki polityk komunistyczny, pisarz (zm. 1966)
  - Aleksander Sałacki, polski pułkownik (zm. 2008)
  - Mark Serrurier, amerykański wynalazca (zm. 1988)
- 1905:
  - George Gulack, amerykański gimnastyk (zm. 1987)
  - Armando Lombardi, włoski duchowny katolicki, arcybiskup, nuncjusz apostolski (zm. 1964)
  - Jerzy Orzechowski, polski major pilot (zm. 1988)
- 1906:
  - Marian Jachimowicz, polski poeta, tłumacz, malarz (zm. 1999)
  - Artur Jastrzębski, polski generał brygady, działacz komunistyczny (zm. 1981)
- 1907:
  - Henryk Batowski, polski historyk, slawista (zm. 1999)
  - Leslie Charteris, brytyjski pisarz (zm. 1993)
  - Katharine Hepburn, amerykańska aktorka (zm. 2003)
  - Antoni Tiałowski, polski plutonowy piechoty (zm. 1942)
  - Sirio Vernati, szwajcarski piłkarz (zm. 1993)
- 1908 – Nicholas Kaldor, brytyjski ekonomista pochodzenia węgierskiego (zm. 1986)
- 1909:
  - (lub 15 maja) Józef Aleksandrowicz, białoruski działacz, pisarz i publicysta niepodległościowy, drukarz (zm. 1984)
  - Jurij Dombrowski, rosyjski pisarz, krytyk literacki (zm. 1978)
  - Witold Folejewski, polski zootechnik, wykładowca akademicki (zm. 1969)
  - Hans Galinsky, niemiecki anglista, amerykanista, wykładowca akademicki (zm. 1991)
  - Walentyna Najdus-Smolar, polska historyk pochodzenia żydowskiego (zm. 2004)
- 1910:
  - Jan Bogusławski, polski architekt (zm. 1982)
  - Dorothy Crowfoot-Hodgkin, brytyjska biochemik, krystalograf, laureatka Nagrody Nobla (zm. 1994)
  - Johan Ferrier, surinamski polityk, pierwszy prezydent Surinamu (zm. 2010)
  - Gordon Jenkins, amerykański kompozytor, autor tekstów, dyrygent, aranżer (zm. 1984)
  - Giulietta Simionato, włoska śpiewaczka operowa (mezzosopran) (zm. 2010)
- 1911 – Wilhelm Leichum, niemiecki lekkoatleta, skoczek w dal i sprinter, żołnierz (zm. 1941)
- 1912:
  - Henry Jonsson, szwedzki lekkoatleta, długodystansowiec (zm. 2001)
  - Michel Sima, polsko-francuski rzeźbiarz, fotografik (zm. 1987)
  - Franciszek Suknarowski, polski rzeźbiarz, malarz (zm. 1998)
- 1913:
  - Igor Bondarewski, rosyjski szachista (zm. 1979)
  - Jamelão, brazylijski muzyk (zm. 2008)
- 1914 – Bertus Aafjes, holenderski pisarz (zm. 1993)
- 1915:
  - Georg Lassen, niemiecki oficer Kriegsmarine, dowódca okrętów podwodnych (zm. 2012)
  - Roger Louis Schütz-Marsauche, szwajcarski duchowny ewangelicki, założyciel Wspólnoty z Taizé (zm. 2005)
- 1916:
  - Eberhard Kneisl, austriacki narciarz alpejski (zm. 2008)
  - Stanisław Panek, polski antropolog (zm. 1999)
  - Stanisław Sołdek, polski stoczniowiec, przodownik pracy (zm. 1970)
- 1917 – Irena Koprowska, polska lekarka cytolog (zm. 2012)
- 1918:
  - Leonid Klockow, radziecki polityk (zm. 1997)
  - Julius Rosenberg, amerykański komunista, agent radzieckiego wywiadu pochodzenia żydowskiego (zm. 1953)
- 1919:
  - Alim Chakimow, radziecki major (zm. 2003)
  - David Mountbatten, brytyjski arystokrata, wojskowy (zm. 1970)
  - Czesław Nowak, polski pilot wojskowy, kawaler Virtuti Militari (zm. 1944)
- 1920:
  - Irena Anders, polska aktorka, piosenkarka, podporucznik, działaczka polonijna pochodzenia ukraińskiego (zm. 2010)
  - Vilém Flusser, czeski filozof, dziennikarz, pisarz (zm. 1991)
  - Stanisław Grzelak, polski kolarz szosowy
  - Paweł Wildstein, polski pułkownik, działacz społeczności żydowskiej (zm. 2008)
- 1921:
  - Giovanni Benelli, włoski duchowny katolicki, arcybiskup Florencji, kardynał, dyplomata (zm. 1982)
  - Joseph Beuys, niemiecki rzeźbiarz, teoretyk sztuki (zm. 1986)
  - Jaroslav Hrbáček, czeski hydrobiolog, wykładowca akademicki (zm. 2010)
  - Edward Mirzojan, ormiański kompozytor (zm. 2012)
  - Farley Mowat, kanadyjski pisarz, działacz na rzecz ochrony przyrody (zm. 2014)
- 1922:
  - Zofia Grabińska, polska aktorka, piosenkarka (zm. 1994)
  - Roy Salvadori, brytyjski kierowca wyścigowy pochodzenia włoskiego (zm. 2012)
  - Zbigniew Szlezer, polski skrzypek, pedagog (zm. 2011)
- 1923:
  - Katarzyna Borowińska, polska łączniczka i sanitariuszka AK, uczestniczka powstania warszawskiego (zm. 1944)
  - A.F.K. Organski, amerykański myśliciel polityczny pochodzenia żydowskiego (zm. 1998)
  - Zbyszko Rzeźniacki, polski artysta fotograf (zm. 2000)
- 1924:
  - Michele Greco, włoski boss mafijny (zm. 2008)
  - Aleksander Jesienin-Wolpin, rosyjski matematyk, dysydent, poeta (zm. 2016)
- 1925:
  - Yogi Berra, amerykański baseballista (zm. 2015)
  - Luis Molowny, hiszpański piłkarz, trener (zm. 2010)
  - Frank Pierson, amerykański reżyser i scenarzysta filmowy (zm. 2012)
- 1926:
  - James Coleman, amerykański socjolog (zm. 1995)
  - Lucyna Frąckiewicz, polska ekonomistka (zm. 2009)
  - Earl Hutto, amerykański polityk (zm. 2020)
  - Desmond Moore, australijski duchowny katolicki, biskup Alotau-Sideia (zm. 2020)
  - Jerzy Andrzej Skrodzki, polski dziennikarz, publicysta historyczny (zm. 2013)
  - George C. Williams, amerykański biolog (zm. 2010)
- 1928:
  - Burt Bacharach, amerykański pianista, kompozytor (zm. 2023)
  - Heinrich Isser, austriacki bobsleista, saneczkarz (zm. 2004)
  - Daniel Patrick Reilly, amerykański duchowny katolicki, biskup Norwich i Worcester (zm. 2024)
- 1929:
  - Ágnes Heller, węgierska filozofka (zm. 2019)
  - Otakar Hořínek, czechosłowacki strzelec sportowy (zm. 2015)
  - Leszek Jezierski, polski piłkarz, trener (zm. 2008)
  - Sam Nujoma, namibijski polityk, prezydent Namibii (zm. 2025)
  - Zygmunt Szweykowski, polski muzykolog (zm. 2023)
- 1930:
  - Jesús Franco, hiszpański aktor, reżyser i scenarzysta filmowy (zm. 2013)
  - Patricia McCormick, amerykańska skoczkini do wody (zm. 2023)
  - Juliusz Puchalski, polski rysownik, karykaturzysta (zm. 2011)
- 1931:
  - Władimir Browikow, radziecki polityk, dyplomata (zm. 1992)
  - Tadeusz Wołoszyn, polski duchowny katolicki, jezuita, teolog (zm. 2018)
  - Władysław Zalewski, polski konserwator zabytków, wykładowca akademicki (zm. 2020)
- 1932:
  - Aleksander Abłamowicz, polski romanista, literaturoznawca (zm. 2011)
  - Umberto Bindi, włoski piosenkarz, kompozytor (zm. 2002)
  - Laura Wołowicka, polska anestezjolog, profesor (zm. 2018)
- 1933:
  - Zofia Kucówna, polska aktorka (zm. 2024)
  - Alicja Pawlicka, polska aktorka (zm. 2024)
  - Andriej Wozniesienski, rosyjski pisarz (zm. 2010)
- 1934:
  - Elechi Amadi, nigeryjski pisarz (zm. 2016)
  - Anna Lisiewicz-Grundland, polska malarka i fotograf (zm. 2002)
  - Zbigniew Skrudlik, polski florecista
- 1935:
  - Bob Burns, amerykański aktor
  - Daniel Martín, hiszpański aktor (zm. 2009)
  - Gary Peacock, amerykański kontrabasista jazzowy (zm. 2020)
  - Przemysław Wojciechowski, polski działacz turystystyczny (zm. 1994)
- 1936:
  - Manuel Alegre, portugalski poeta, prozaik, polityk
  - Jerzy Bauer, polski kompozytor, dyrygent, teoretyk muzyki (zm. 2025)
  - Guillermo Endara, panamski polityk, prezydent Panamy (zm. 2009)
  - Iwan Marczuk, ukraiński malarz
  - Frank Stella, amerykański malarz, grafik (zm. 2024)
- 1937:
  - Beryl Burton, brytyjska kolarka szosowa i torowa (zm. 1996)
  - George Carlin, amerykański aktor, komik (zm. 2008)
  - Misha Defonseca, belgijska pisarka
  - Susan Hampshire, brytyjska aktorka
- 1938:
  - Andriej Amalrik, radziecki pisarz, publicysta, dysydent (zm. 1980)
  - Andrzej J. Jaroszewicz, polski operator i reżyser filmowy
  - Ayaz Mütəllibov, azerski chemik, polityk, prezydent Azerbejdżanu (zm. 2022)
  - Millie Perkins, amerykańska aktorka
  - Marie-Josée Roig, francuska polityk, samorządowiec, mer Awinionu, minister rodziny (zm. 2024)
  - Andrzej Zabłudowski, polski logik, filozof analityczny (zm. 2008)
- 1939:
  - Miltiadis Ewert, grecki polityk (zm. 2011)
  - Marie-Thérèse Naessens, belgijska kolarka szosowa i torowa
- 1940:
  - Louis Pelâtre, francuski duchowny katolicki, wikariusz apostolski Stambułu
  - Norman Whitfield, amerykański kompozytor (zm. 2008)
- 1941:
  - Zenon Harasym, polski fotograf
  - Walerij Kastielski, rosyjski pianista (zm. 2001)
  - Leszek Pieczonka, polski piłkarz ręczny, tenisista, działacz sportowy (zm. 1993)
  - Timur Siegizbajew, kazachski piłkarz, trener i działacz piłkarski (zm. 2017)
- 1942:
  - Adam Bujak, polski fotograf
  - Carillo Gritti, włoski duchowny katolicki, biskup, prałat Itacoatiary (zm. 2016)
  - Dragoljub Velimirović, serbski szachista (zm. 2014)
- 1943:
  - Jürgen Barth, niemiecki kolarz torowy (zm. 2011)
  - Hugo Camps, belgijski dziennikarz, publicysta, pisarz (zm. 2022)
  - Stanisława Okularczyk, polska zootechnik, wykładowczyni akademicka, polityk, poseł na Sejm RP, wiceminister rolnictwa
- 1944:
  - Stanisław Czechoński, polski rolnik, polityk, poseł na Sejm RP (zm. 2021)
  - Chris Patten, brytyjski polityk
  - Włodzimierz Trams, polski koszykarz (zm. 2021)
- 1945:
  - Alan Ball, angielski piłkarz, trener (zm. 2007)
  - Pascal Clément, francuski prawnik, polityk, minister sprawiedliwości (zm. 2020)
  - Alojzy Gąsiorczyk, polski polityk, poseł na Sejm RP
  - Nicky Henson, brytyjski aktor (zm. 2019)
  - Carl Robie, amerykański pływak (zm. 2011)
- 1946:
  - Michael Coleman, amerykański autor literatury dziecięcej i młodzieżowej
  - Witold Koziński, polski ekonomista, bankowiec
  - Daniel Libeskind, amerykański architekt pochodzenia żydowskiego
  - Frank LoBiondo, amerykański polityk, kongresman
  - Józef Rychlik, polski kompozytor
- 1947:
  - Angelo Attaguile, włoski działacz piłkarski, polityk
  - Michael Ignatieff, kanadyjski pisarz, historyk, polityk
  - Zdeněk Zeman, czeski trener piłkarski
  - Rolf Zuckowski, niemiecki muzyk, kompozytor, producent muzyczny, autor piosenek dla dzieci
- 1948:
  - Ivan Kral, czeski gitarzysta, wokalista, kompozytor muzyki filmowej (zm. 2020)
  - Philippe Ranaivomanana, madagaskarski duchowny katolicki, biskup Ihosy i Antsirabé (zm. 2022)
  - Steve Winwood, brytyjski gitarzysta, klawiszowiec, autor tekstów
  - Adam Ziemianin, polski poeta
- 1950:
  - Bruce Boxleitner, amerykański aktor
  - Gabriel Byrne, irlandzki aktor, reżyser, scenarzysta i producent filmowy
  - Fabio Duque Jaramillo, kolumbijski duchowny katolicki, biskup Armenia i Garzón (zm. 2022)
  - Brygida Kolenda-Łabuś, polska prawnik, polityk, poseł na Sejm RP
  - Marek Piorun, polski samorządowiec, burmistrz Dzierżoniowa
  - Marek Piotrowski, polski archeolog, poeta, artysta kabaretowy
  - Billy Squier, amerykański muzyk, wokalista, kompozytor
  - Renate Stecher, niemiecka lekkoatletka, sprinterka
  - Andrzej Zakrzewski, polski polityk, poseł na Sejm RP (zm. 1996)
- 1951:
  - Gustaaf Hermans, belgijski kolarz szosowy i przełajowy
  - George Karl, amerykański koszykarz, trener
  - Gunnar Larsson, szwedzki pływak
  - Eric Wauters, belgijski jeździec sportowy (zm. 1999)
  - Hans-Jürgen Ziegler, niemiecki lekkoatleta, tyczkarz
- 1952:
  - Christer Garpenborg, szwedzki lekkoatleta, sprinter
  - Brian Mallon, amerykański aktor pochodzenia irlandzkiego
  - Csaba Őry, węgierski związkowiec, polityk, eurodeputowany
  - Rolf Steinhäuser, niemiecki duchowny katolicki, biskup pomocniczy Kolonii
  - Misa Telefoni Retzlaff, samoański polityk
- 1953:
  - Kevin Grevey, amerykański koszykarz
  - Donald Kinsey, amerykański gitarzysta, wokalista, członek zespołu Bob Marley & The Wailers (zm. 2024)
  - Günther Lohre, niemiecki lekkoatleta, tyczkarz (zm. 2019)
  - Wojciech Ziemiański, polski aktor
- 1954:
  - Friðrik Þór Friðriksson, islandzki reżyser, scenarzysta i producent filmowy
  - Stein Thunberg, norweski piłkarz
- 1955:
  - Natalja Achrimienko, rosyjska lekkoatletka, dyskobolka i kulomiotka (zm. 2025)
  - Piotr Bikont, polski dziennikarz, publicysta, krytyk kulinarny (zm. 2017)
  - Colin Dowdeswell, brytyjski tenisista
  - Jacek Kocjan, polski polityk, poseł na Sejm RP
- 1956:
  - Jānis Bojārs, łotewski lekkoatleta, kulomiot (zm. 2018)
  - Zenón Franco Ocampos, paragwajski szachista, dziennikarz i trener szachowy (zm. 2024)
  - Ilan Gilon, izraelski polityk (zm. 2022)
  - Greg Phillinganes, amerykański klawiszowiec, producent muzyczny
- 1957:
  - Tonio Borg, maltański prawnik, polityk
  - Andrzej Kałucki, polski witrażysta
  - Goran Knežević, serbski koszykarz, działacz sportowy, przedsiębiorca, samorządowiec, polityk
  - Béatrice Patrie, francuski prawnik, polityk
- 1958:
  - Massimo Briaschi, włoski piłkarz
  - Chajjim Jellin, izraelski polityk
  - Eric Singer, amerykański muzyk, wokalista
- 1959:
  - Ray Gillen, amerykański muzyk, wokalista (zm. 1993)
  - Violeta Motulaitė, litewska historyk, dyplomatka
  - Ving Rhames, amerykański aktor
- 1960:
  - Jorge Battaglia, paragwajski piłkarz, bramkarz
  - Ian Khan, brytyjski kierowca wyścigowy (zm. 2025)
  - Lisa Martin, australijska lekkoatletka, maratonka
  - Rivo Rakotovao, malgaski polityk, p.o. prezydenta Madagaskaru
- 1961:
  - Thomas Dooley, amerykański piłkarz
  - Frank Kudelka, argentyński trener piłkarski pochodzenia czeskiego
  - Lar Park-Lincoln, amerykańska aktorka (zm. 2025)
  - Aleksa Striković, serbski szachista
  - Leszek Wojtasiak, polski samorządowiec, wicemarszałek województwa wielkopolskiego
- 1962:
  - Pit Clausen, niemiecki polityk, burmistrz Bielefeld
  - Emilio Estevez, amerykański aktor
  - April Grace, amerykańska aktorka
  - Brett Gurewitz, amerykański muzyk rockowy
  - Gregory Harold Johnson, amerykański pilot wojskowy, astronauta
  - Zbigniew Wojciechowski, polski polityk, poseł na Sejm RP, wicemarszałek województwa lubelskiego
- 1963:
  - Nuno Brás, portugalski duchowny katolicki, biskup Funchal
  - Panajotis Fasulas, grecki koszykarz, polityk
  - Gavin Hood, południowoafrykański reżyser filmowy
  - Stefano Modena, włoski kierowca wyścigowy
  - Deborah Kara Unger, kanadyjska aktorka
- 1964:
  - Przemysław Gosiewski, polski polityk, poseł na Sejm RP, minister-członek Rady Ministrów, wicepremier (zm. 2010)
  - Julius Maada Bio, sierraleoński wojskowy, polityk, prezydent Sierra Leone
  - Bart Somers, flamandzki polityk
- 1965:
  - Jan Jandourek, czeski socjolog, pisarz
  - Panos Kamenos, grecki ekonomista, polityk
  - Ołeh Musij, ukraiński lekarz, polityk
  - Vladimír Podzimek, czeski skoczek narciarski (zm. 1994)
- 1966:
  - Stephen Baldwin, amerykański aktor
  - Dez Fafara, amerykański wokalista, członek zespołu DevilDriver
  - Anne Ottenbrite, kanadyjska pływaczka
- 1967:
  - Paweł Althamer, polski rzeźbiarz, performer
  - Paul D’Amour, amerykański gitarzysta, basista, autor tekstów
  - Grzegorz Kowalczyk, polski aktor, tancerz
  - Martina Lubyová, słowacka ekonomistka, polityk, minister edukacji (zm. 2023)
  - Renata Matusik, polska pływaczka
  - Germán Mesa, kubański baseballista
  - Bill Shorten, australijski polityk
  - Tomislav Žigmanov, serbski filozof, pisarz, polityk narodowości chorwackiej
- 1968:
  - Jacek Braciak, polski aktor
  - Sebastián Chico Martínez, hiszpański duchowny katolicki, biskup pomocniczy Kartageny
  - Tony Hawk, amerykański skater
  - Falilat Ogunkoya, nigeryjska lekkoatletka, sprinterka
- 1969:
  - Magomied Azizow, rosyjski zapaśnik
  - Arne Hoffmann, niemiecki pisarz, publicysta
  - Jan Hryniak, polski reżyser i scenarzysta filmowy (zm. 2022)
  - Igor Kováč, słowacki lekkoatleta, płotkarz i sprinter
  - Sven Thiele, niemiecki zapaśnik
- 1970:
  - Mark Foster, brytyjski pływak
  - Ovidiu Hanganu, rumuński piłkarz
  - Dariusz Karamuz, polski hokeista
  - Samantha Mathis, amerykańska aktorka
  - Daniela Melchiorre, włoska prawnik, polityk
  - Carlos Secretário, portugalski piłkarz, trener
  - Mike Weir, amerykański golfista
  - David A.R. White, amerykański aktor, reżyser, scenarzysta i producent filmowy i telewizyjny
- 1971:
  - Włodzimierz Bartos, polski sędzia piłkarski
  - José María Buljubasich, argentyński piłkarz, bramkarz
  - Jamie Luner, amerykańska aktorka
  - Milan Majerský, słowacki polityk, samorządowiec, przewodniczący kraju preszowskiego
  - Boris Reitschuster, niemiecki dziennikarz, publicysta
  - Tim Shocks, amerykański bokser
  - Morgan Weisser, amerykański aktor pochodzenia niemieckiego
- 1972:
  - Maciej Berek, polski prawnik, polityk, minister
  - Yadhira Carrillo, meksykańska aktorka
  - Iwo Georgiew, bułgarski piłkarz (zm. 2021)
  - Alaksandr Juszkiewicz, białoruski polityk
  - Josh Larsen, amerykański żużlowiec
  - Alfonso Obregón, ekwadorski piłkarz
  - Rhea Seehorn, amerykańska aktorka
  - Zbigniew Smółka, polski piłkarz, bramkarz, trener
  - Swietłana Wysokowa, rosyjska łyżwiarka szybka
- 1973:
  - Mackenzie Astin, amerykański aktor
  - Mikkel Beck, duński piłkarz
  - Piotr Czajkowski, polski malarz
  - Xavier Dorfman, francuski wioślarz
  - Kendra Kassebaum, amerykańska aktorka teatralna
  - Piotr Lekki, polski gitarzysta, producent muzyczny
  - Forbes March, kanadyjski aktor
  - Lutz Pfannenstiel, niemiecki piłkarz, bramkarz
  - Aurelijus Skarbalius, litewski piłkarz, trener
  - Marzena Zając, polska aktorka
- 1974:
  - Jewhenij Hieller, ukraiński przedsiębiorca, działacz piłkarski, polityk pochodzenia żydowskiego
  - Olga Mielnik, rosyjska biathlonistka
  - Paweł Niedźwiecki, polski kolarz szosowy
  - Barbara Socha, polska menedżer, urzędniczka państwowa
  - Jowelle de Souza, trynidadzko-tobagijska fryzjerka i polityczka
  - Robert Vágner, czeski piłkarz
- 1975:
  - Anna Karlsson, szwedzka kajakarka
  - David Kostelecký, czeski strzelec sportowy
  - Jonah Lomu, nowozelandzki rugbysta (zm. 2015)
  - Jared Polis, amerykański polityk, gubernator stanu Kolorado
  - Michał Wierusz-Kowalski, polski dziennikarz, zawodnik i działacz jeździecki (zm. 2016)
- 1976:
  - Clyde Ellis, amerykański koszykarz
  - Wołodymyr Heninson, ukraiński działacz piłkarski
  - Kardinal Offishall, kanadyjski raper
  - Omar Niño Romero, meksykański bokser
- 1977:
  - Jeffrey Aubynn, szwedzki piłkarz pochodzenia ghańskiego
  - Bartłomiej Bałaban, polski prawnik, polityk, członek zarządu województwa lubelskiego
  - Graeme Dott, szkocki snookerzysta
  - Joka, polski raper, członek zespołu Kaliber 44 (zm. 2025)
  - Jeff Lacy, amerykański bokser
  - Tomasz Lorenc, polski prawnik, samorządowiec, wicewojewoda podkarpacki
  - Meera, pakistańska aktorka
  - William Sunsing, kostarykański piłkarz
- 1978:
  - Malin Åkerman, kanadyjska aktorka, modelka, piosenkarka pochodzenia szwedzkiego
  - Jason Biggs, amerykański aktor
  - Tomasz Glazik, polski muzyk jazzowy
  - Lidia Kopania, polska piosenkarka
  - Hosejn Rezazade, irański sztangista
- 1979:
  - Radwan Al Azhar, syryjski piłkarz, bramkarz
  - Joaquim Rodríguez, hiszpański kolarz szosowy
  - Adrian Serioux, kanadyjski piłkarz
  - Adam Szczyszczaj, polski aktor
  - Aaron Yoo, amerykański aktor pochodzenia koreańskiego
- 1980:
  - Keith Bogans, amerykański koszykarz
  - Cindy Chiu, amerykańska aktorka pochodzenia chińskiego
  - Charis Dukas, grecki samorządowiec i nauczyciel, burmistrz Aten
  - Christian Høgni Jacobsen, farerski piłkarz
  - César Peixoto, portugalski piłkarz
  - Rishi Sunak, brytyjski polityk, premier Wielkiej Brytanii
  - Marama Vahirua, francuski piłkarz pochodzenia tahitańskiego
- 1981:
  - Tejas Bakre, indonezyjski szachista
  - Rob Bontje, holenderski siatkarz
  - Erica Campbell, amerykańska aktorka pornograficzna
  - Laura Granville, amerykańska tenisistka
  - Naohiro Ishikawa, japoński piłkarz
  - David Kočí, czeski hokeista
  - Rami Malek, amerykański aktor pochodzenia egipskiego
  - Anna Gadt, polska wokalistka jazzowa
- 1982:
  - Natalja Kulikowa, rosyjska siatkarka
  - Anastasija Rodionowa, australijska tenisistka pochodzenia rosyjskiego
  - Ivana Stolić, serbska siatkarka
  - Daniel Taylor, amerykański lekkoatleta, kulomiot
- 1983:
  - Alicja Bachleda-Curuś, polska aktorka, piosenkarka
  - Adam Bielecki, polski wspinacz
  - Igor De Camargo, belgijski piłkarz
  - Domhnall Gleeson, irlandzki aktor, scenarzysta i reżyser filmowy
  - Mariza Ikonomi, albańska piosenkarka
  - Alina Kabajewa, rosyjska gimnastyczka, polityk
  - Virginie Razzano, francuska tenisistka
  - Katarzyna Senyk, polska dziennikarka, prezenterka telewizyjna i radiowa
- 1984:
  - Sajjad Anoushiravani, irański sztangista
  - Anders Golding, duński strzelec sportowy
  - Allison Jones, amerykańska narciarka alpejska i kolarka
  - Vladimir Sladojević, bośniacki piłkarz
- 1985:
  - Breno Alves, brazylijski judoka
  - Jaime Gavilán, hiszpański piłkarz
  - Paolo Goltz, argentyński piłkarz pochodzenia niemieckiego
  - Andrew Howe, włoski lekkoatleta, skoczek w dal i sprinter pochodzenia amerykańskiego
  - Viktória Madarász, węgierska lekkoatletka, chodziarka
  - Justyna Podziemska, polska koszykarka
  - Andris Šics, łotewski saneczkarz
  - Jeroen Simaeys, belgijski piłkarz
  - Dániel Tőzsér, węgierski piłkarz
  - Merel Witteveen, holenderska żeglarka sportowa
- 1986:
  - Im Dong-hyun, południowokoreański łucznik
  - Jonathan Orozco, meksykański piłkarz, bramkarz
  - Christinna Pedersen, duńska badmintonistka
  - Emily VanCamp, kanadyjska aktorka
- 1987:
  - Josh Bostic, amerykański koszykarz
  - Nejc Frank, słoweński skoczek narciarski
  - Alex Gough, kanadyjska saneczkarka
  - Milan Ilić, serbski piłkarz
  - Michał Kotlorz, polski hokeista
  - Lee Wai Sze, hongkońska kolarka torowa i szosowa
  - Liu Hong, chińska lekkoatletka, chodziarka
  - Lance Lynn, amerykański baseballista
  - Esther Mwombe, kenijska siatkarka
  - Darren Randolph, irlandzki piłkarz, bramkarz
  - Robbie Rogers, amerykański piłkarz
- 1988:
  - Toni Eggert, niemiecki saneczkarz
  - Aja Evans, amerykańska bobsleistka
  - Kristrún Frostadóttir, islandzka ekonomistka, polityk, premier Islandii
  - Bello Musa Kofarmata, nigeryjski piłkarz (zm. 2022)
  - Wojciech Sobala, polski siatkarz
  - Wiktor Tichonow, rosyjski hokeista
  - Marcelo Vieira, brazylijski piłkarz
- 1989:
  - Elefteria Elefteriu, grecka piosenkarka
  - Konrad Eleryk, polski aktor
  - Evelyn Mayr, włoska tenisistka
  - Antti Raanta, fiński hokeista
  - Kimika Rozier, amerykańska siatkarka
  - Sabrin Sburlea, rumuński piłkarz
  - Marcin Szymczyk, polski motorowodniak
  - Zhang Chenglong, chiński gimnastyk
- 1990:
  - Florent Amodio, francuski łyżwiarz figurowy
  - Anastasija Grigorjeva, łotewska zapaśniczka
  - Ibrahim Majed, katarski polityk
  - Tobias Strobl, niemiecki piłkarz
- 1991:
  - Hamza Al-Dararadreh, jordański piłkarz
  - Alejandro Barrera, hiszpański piłkarz
  - Bernarda Brčić, chorwacka siatkarka
  - Joe Dombrowski, amerykański kolarz szosowy pochodzenia polskiego
  - Philip Hellquist, szwedzki piłkarz
  - Simonas Paulius, litewski piłkarz
  - Martyna Radosz, polska wioślarka
  - Maciej Tworzydło, polski judoka
- 1992:
  - Anna Brysz, polska judoczka
  - Erik Durm, niemiecki piłkarz
  - Angela Gabbiadini, włoska siatkarka
  - Malcolm David Kelley, amerykański aktor
  - Martyna Stelmach, polska koszykarka
- 1993:
  - Tobias Badila, kongijski piłkarz
  - Hilde Fenne, norweska biathlonistka
  - Wendy Holdener, szwajcarska narciarka alpejska
  - Timo Horn, niemiecki piłkarz, bramkarz
  - Colton Parayko, kanadyjski hokeista pochodzenia ukraińskiego
- 1994:
  - Leandro, brazylijski piłkarz
  - Drew Mikuska, amerykański aktor
  - Wadim Tarasienko, rosyjski żużlowiec
- 1995:
  - Luke Benward, amerykański aktor
  - Irina Chromaczowa, rosyjska tenisistka
  - Kajetan Duszyński, polski lekkoatleta
  - Kenton Duty, amerykański aktor, piosenkarz
  - Tamara Korpatsch, niemiecka tenisistka
  - Mariusz Stępiński, polski piłkarz
  - Sawyer Sweeten, amerykański aktor (zm. 2015)
- 1996:
  - Fabrice Olinga, kameruński piłkarz
  - Kostas Tsimikas, grecki piłkarz
  - You Xiaodi, chińska tenisistka
- 1997:
  - Mahir Əmiraslanov, azerski zapaśnik
  - Ismael Díaz, panamski piłkarz
  - Frenkie de Jong, holenderski piłkarz
  - Morgan Lake, brytyjska lekkoatletka, wieloboistka
  - Odeya Rush, izraelsko-amerykańska aktorka, modelka
- 1998:
  - Mohamed Bamba, amerykański koszykarz pochodzenia malijsko-iworyjskiego
  - Tornado Alicia Black, amerykańska tenisistka
  - Stefanos Ewangelu, grecki piłkarz
  - Ivan Guidea, rumuński zapaśnik
  - Tlotliso Leotlela, południowoafrykański lekkoatleta, sprinter
  - Lou Lopez Sénéchal, francusko-meksykańska koszykarka
- 1999:
  - Mārtiņš Bots, łotewski saneczkarz
  - Hiroki Itō, japoński piłkarz
  - Ehson Pandższanbe, tadżycki piłkarz
  - Natasza Parzymies, polska reżyserka i scenarzystka filmowa
  - Jakub Ryś, polski piłkarz
  - Marino Satō, japoński kierowca wyścigowy
  - Karolina Stefańczyk, polska koszykarka
  - Nair Tiknizian, rosyjski piłkarz pochodzenia ormiańskiego
- 2000:
  - Bartłomiej Adamus, polski sztangista
  - Andrea Stašková, czeska piłkarka
- 2001:
  - Agata Świątkowska, polska koszykarka
  - Adrian Andreew, bułgarski tenisista
  - Dorian Jr., piłkarz z Gwinei Równikowej
  - Issa Kaboré, burkiński piłkarz
  - Megan Oldham, kanadyjska narciarka dowolna
  - Jonas Vika, norweski biegacz narciarski
- 2003:
  - Minnat Allah Ahmad Usman Mustafa Badran, egipska zapaśniczka
  - Malaki Branham, amerykański koszykarz
  - Luca Sito, włoski lekkoatleta, sprinter
- 2004:
  - Mateo Chávez, meksykański piłkarz
  - Inna Hłuszczenko, ukraińska piłkarka
- 2005 – Wiktorija Listunowa, rosyjska gimnastyczka sportowa
- 2006:
  - Vasilije Adžić, czarnogórski piłkarz
  - João Cruz, brazylijski piłkarz

## Zmarli
- 805 – Æthelhard, arcybiskup Canterbury (ur. ?)
- 1003 – Sylwester II, papież (ur. ok. 945)
- 1012 – Sergiusz IV, papież (ur. ?)
- 1109 – Dominik de la Calzada, hiszpański pustelnik, święty (ur. 1019)
- 1112 – Henryk Burgundzki, hrabia Portugalii (ur. 1066)
- 1182 – Waldemar I Wielki, król Danii (ur. 1131)
- 1331 – Engelbert z Admontu, austriacki duchowny katolicki, biskup Admontu (ur. 1250)
- 1333 – Imelda Lambertini, włoska dominikanka, błogosławiona (ur. 1320–22)
- 1420 – Elżbieta Granowska, królowa Polski (ur. ok. 1372)
- 1461 – (lub 1463) Scholastyka, księżna żagańska (ur. 1391–95)
- 1465 – Tomasz Paleolog, despota Morei (ur. 1409)
- 1472 – Karol de Berry, książę de Berry, Normandii i Gujenny (ur. 1446)
- 1490 – Joanna Portugalska, królewna, dominikanka, błogosławiona (ur. 1452)
- 1500 – Iacomo Andrea, włoski architekt (ur. ?)
- 1549 – Seweryn Boner, polski szlachcic, bankier, polityk (ur. 1486)
- 1563 – Jan Ocieski, polski szlachcic, prawnik, dyplomata, polityk, kanclerz wielki koronny (ur. 1501)
- 1571 – Roman Sanguszko, hetman polny litewski, wojewoda bracławski (ur. ok. 1537)
- 1588 – Peter Monau, niemiecki humanista, lekarz (ur. 1551)
- 1596 – Hieronim Mielecki, polski szlachcic, polityk (ur. ok. 1545)
- 1616 – Urban Pierius, niemiecki teolog ewangelicki (ur. ok. 1546)
- 1666 – Błażej Derey, polski dominikanin, iluminator, skryptor, restaurator iluminowanych kodeksów (ur. ok. 1587)
- 1671 – Pedro de Villagómez Vivanco, hiszpański duchowny katolicki, biskup Arequipy, arcybiskup Limy i prymas Peru (ur. 1582)
- 1684 – Edme Mariotte, francuski duchowny katolicki, fizyk (ur. 1620)
- 1689 – Kazimierz Władysław Radomicki, polski szlachcic, polityk (ur. 1623)
- 1699 – Lucas Achtschellinck, flamandzki malarz (ur. ok. 1626)
- 1700 – John Dryden, angielski poeta (ur. 1631)
- 1711 – Andrzej Chryzostom Załuski, polski duchowny katolicki, biskup warmiński, płocki i kijowski, kanclerz wielki koronny, dyplomata, tłumacz (ur. 1650)
- 1723 – Johannes Voorhout, holenderski malarz, rysownik (ur. 1647)
- 1738 – Karol III Wilhelm, margrabia Badenii-Durlach (ur. 1679)
- 1753 – Nicolas Fatio de Duillier, szwajcarski matematyk (ur. 1664)
- 1759 – Lambert-Sigisbert Adam, francuski rzeźbiarz (ur. 1700)
- 1774 – Giuseppe Antonio Luchi, włoski malarz (ur. 1709)
- 1781 – Józef Paulin Sanguszko, marszałek wielki litewski (ur. 1740)
- 1788 – Ludwig Ernst von Braunschweig-Lüneburg-Bevern, niemiecki arystokrata, wojskowy, książę Kurlandii i Semigalii (ur. 1718)
- 1789 – Aleksandra Grabowska, polska szlachcianka (ur. 1771)
- 1796 – Johann Peter Uz, niemiecki prawnik, poeta (ur. 1720)
- 1805 – Ferdinand von Hompesch zu Bolheim, wielki mistrz zakonu joannitów (ur. 1744)
- 1807 – Kajetan Bystrzonowski, polski szlachcic, polityk (ur. ok. 1730)
- 1808 – Elżbieta Romanowa, cesarzówna rosyjska (ur. 1806)
- 1812 – Pierre Jean Baptiste Charles van der Aa, holenderski pisarz (ur. 1770)
- 1814:
  - Johann Baptist Anton von Pergen, niemiecki hrabia, polityk, dyplomata (ur. 1725)
  - Teodor Trąmpczyński, polski szlachcic, polityk (ur. ?)
- 1823 – Jan Helou z Ghosty, libański duchowny katolicki kościoła maronickiego, patriarcha Antiochii i całego Wschodu (ur. ?)
- 1830 – Dionizy Paszkiewicz, polsko-litewski poeta, filolog, historyk, kolekcjoner (ur. 1764)
- 1832 – Heinrich Christian Macklot, niemiecki naturalista, zoolog, podróżnik (ur. 1799)
- 1838 – Samuel Marsden, brytyjski duchowny i misjonarz anglikański, podróżnik (ur. 1764)
- 1842 – Walenty Wańkowicz, polski malarz (ur. 1799)
- 1845 – August Wilhelm Schlegel, niemiecki pisarz, językoznawca, tłumacz, wykładowca akademicki (ur. 1767)
- 1850 – Frances Sargent Osgood, amerykańska poetka (ur. 1811)
- 1845 – János Batsányi, węgierski poeta (ur. 1763)
- 1854 – Luigi Lambruschini, włoski duchowny katolicki, arcybiskup Genui, kardynał (ur. 1776)
- 1855 – Ludwik Kauffmann, austriacki rzeźbiarz (ur. 1801)
- 1856 – Jacques Philippe Marie Binet, francuski matematyk, fizyk, astronom, wykładowca akademicki (ur. 1786)
- 1858 – Karolina Wojnarowska, polska pisarka (ur. 1814)
- 1859 – Siergiej Aksakow, rosyjski pisarz, tłumacz (ur. 1791)
- 1860 – Charles Barry, brytyjski architekt (ur. 1795)
- 1863 – Radama II, władca królestwa Imerina na Madagaskarze (ur. 1829)
- 1864 – James Ewell Brown Stuart, amerykański generał konfederacki (ur. 1833)
- 1871 – Anselme Payen, francuski chemik, wykładowca akademicki (ur. 1795)
- 1873 – Marian Dylewski, polski adwokat, polityk (ur. 1812)
- 1876 – Louis-Auguste Bisson, francuski fotograf (ur. 1814)
- 1877 – Eduard Ramsay, rosyjski generał-major pochodzenia szwedzkiego (ur. 1799)
- 1881 – Adam Ferdynand Adamowicz, polski lekarz, weterynarz, historyk nauki (ur. 1802)
- 1884:
  - Bedřich Smetana, czeski kompozytor (ur. 1824)
  - Robert Angus Smith, szkocki chemik (ur. 1817)
  - Charles Adolphe Wurtz, francuski chemik (ur. 1817)
- 1887:
  - Jean Baptiste Boussingault, francuski chemik, agronom (ur. 1802)
  - Francesco Malipiero, włoski kompozytor (ur. 1824)
- 1893 – Jerzy Wiktor Waldeck-Pyrmont, niemiecki książę (ur. 1831)
- 1894 – Katarzyna Romanowa, rosyjska wielka księżna (ur. 1827)
- 1897 – Minna Canth, fińska pisarka, feministka (ur. 1844)
- 1899:
  - Henry Becque, francuski dramaturg, krytyk literacki (ur. 1837)
  - Roswell Flower, amerykański polityk (ur. 1835)
- 1900 – Józef Hutten-Czapski, polski generał brygady (ur. 1806)
- 1901 – Emil Bretschneider, rosyjski botanik, lekarz, sinolog pochodzenia niemiecko-bałtyckiego (ur. 1833)
- 1902:
  - Ludwik Kurella, polski malarz (ur. 1834)
  - Maria Zakrzewska, niemiecka lekarka, feministka, abolicjonistka pochodzenia polskiego (ur. 1829)
- 1905 – Alphonse Tavan, francuski poeta (ur. 1833)
- 1906 – James Mascall Morrison Crombie. szkocki pastor, lichenolog, wykładowca akademicki (ur. 1831)
- 1907 – Joris-Karl Huysmans, francuski pisarz, skandalista (ur. 1848)
- 1908 – Vittorio Marchi, włoski histolog (ur. 1851)
- 1909 – Bertha Townsend, amerykańska tenisistka (ur. 1869)
- 1910 – William Huggins, brytyjski astronom, fizyk (ur. 1824)
- 1912:
  - Hawryło Kryżanowskyj, ukraiński duchowny greckokatolicki, polityk (ur. 1837)
  - Henri Peslier, francuski piłkarz wodny (ur. 1880)
- 1913:
  - Susan Huntington Gilbert-Dickinson, amerykańska poetka (ur. 1830)
  - Friedrich Huch, niemiecki prozaik, dramaturg (ur. 1873)
  - Enriqueta Marti i Ripolles, hiszpańska morderczyni dzieci, sutenerka, porywaczka (ur. 1868)
- 1914 – Willy Pöge, niemiecki kierowca wyścigowy, inżynier (ur. 1869)
- 1915 – Heinrich Fritsch, niemiecki ginekolog-położnik (ur. 1844)
- 1916 – James Connolly, irlandzki działacz narodowościowy i robotniczy (ur. 1868)
- 1918:
  - Ottokar Chiari, austriacki laryngolog (ur. 1853)
  - Henry Eric Dolan, brytyjski pilot wojskowy, as myśliwski (ur. 1896)
- 1919 – Karol Miarka (młodszy), polski drukarz, wydawca, górnośląski działacz społeczny i narodowościowy (ur. 1856)
- 1920:
  - Henryk Narkiewicz-Jodko, polski porucznik artylerii (ur. 1886)
  - Georges Petit, francuski marszand (ur. 1856)
- 1921 – Emilia Pardo Bazán, hiszpańska arystokratka, pisarka, poetka, tłumaczka, feministka (ur. 1851)
- 1922 – Hugo Conwentz, niemiecki botanik, paleobotanik, muzealnik (ur. 1855)
- 1924 – Henri Maréchal, francuski kompozytor (ur. 1842)
- 1925:
  - Wilhelm Kloske, polski duchowny katolicki, biskup pomocniczy gnieźnieński pochodzenia niemieckiego (ur. 1852)
  - Amy Lowell, amerykańska poetka, krytyk literacki (ur. 1874)
  - Charles Mangin, francuski generał (ur. 1866)
  - Hans-Georg von der Marwitz, niemiecki pilot wojskowy, as myśliwski (ur. 1893)
- 1926 – Laura Siemieńska, polska malarka (ur. 1870)
- 1928 – Nektariusz z Optiny, rosyjski święty mnich prawosławny (ur. 1853)
- 1929 – Stanisław Olszewski, polski inżynier, projektant mostów (ur. 1858)
- 1930:
  - Jan Kraus, polski porucznik piechoty (ur. 1892)
  - John Wheatley, brytyjski polityk (ur. 1869)
- 1931:
  - Otto Küstner, niemiecki ginekolog, wykładowca akademicki (ur. 1849)
  - Eugène Ysaÿe, belgijski kompozytor, skrzypek (ur. 1858)
- 1933:
  - Gyula Krúdy, węgierski pisarz, publicysta (ur. 1878)
  - Kazimierz Olszowski, polski prawnik, dyplomata (ur. 1865)
  - Franz Ziehm, niemiecki polityk (ur. 1866)
- 1934:
  - Paul Kraus, górnośląski kompozytor, pedagog (ur. 1870)
  - Antoni Uruski, polski pianista, kompozytor, pedagog (ur. 1872)
  - Agar Wynne, australijski polityk (ur. 1850)
- 1935 – Józef Piłsudski, polski działacz socjalistyczny i niepodległościowy, wojskowy, polityk, marszałek Polski, Naczelnik Państwa, minister spraw wojskowych, premier RP (ur. 1867)
- 1936:
  - Peter Emerson, brytyjski fotograf (ur. 1856)
  - Hu Hanmin, chiński polityk (ur. 1879)
  - Louis-Camille Maillard, francuski chemik, lekarz (ur. 1878)
- 1937:
  - Antoni Beaupré, polski dziennikarz (ur. 1860)
  - Jorge de Paiva, portugalski szpadzista (ur. 1887)
  - Samuel Alexander Kinnier Wilson, brytyjski neurolog (ur. 1878)
- 1938 – Petras Leonas, litewski prawnik, adwokat, sędzia, polityk (ur. 1864)
- 1940 – Stefan Walczykiewicz, polski duchowny katolicki, biskup pomocniczy łucki (ur. 1886)
- 1941:
  - Władysław Kubala, polski podpułkownik intendent (ur. 1891)
  - Wojciech Kubanek, polski drukarz, wydawca, działacz niepodległościowy (ur. 1865)
  - Katarzyna Radziwiłłowa, polska publicystka, pisarka, pamiętnikarka (ur. 1858)
- 1942:
  - Nikołaj Bubiakin, radziecki polityk (ur. 1898)
  - Emanuel Rádl, czeski filozof, przyrodnik, wykładowca akademicki (ur. 1873)
  - Juhan Tõrvand, estoński generał (ur. 1883)
- 1943:
  - Franka Beatus, żydowska uczestniczka powstania w getcie warszawskim (ur. 1926)
  - Mieczysław Błahuszewski, polski działacz ludowy i konspiracyjny (ur. 1913)
  - Teodor Duracz, polski adwokat, działacz komunistyczny, agent wywiadu radzieckiego (ur. 1883)
  - Bolesław Książek, polski rolnik (ur. ?)
  - Jan Kwiatkowski, polski dziennikarz, przedsięboorca, polityk, poseł na Sejm RP (ur. 1881)
  - Stanisław Niemczycki, polski chemik, wykładowca akademicki (ur. 1872)
  - Tadeusz Michał Opulski, polski kapitan pilot (ur. 1906)
  - Philip Plater, brytyjski strzelec sportowy (ur. 1866)
  - Szmul Zygielbojm, polski polityk, działacz związkowy pochodzenia żydowskiego, członek Rady Narodowej RP w Londynie (ur. 1895)
- 1944:
  - Aleksandr Czeriaczukin, rosyjski generał porucznik, dyplomata (ur. 1872)
  - Józef Flach, polski krytyk literacki i teatralny, publicysta (ur. 1873)
  - Oskar Heinz Kusch, niemiecki oficer Kriegsmarine, dowódca okrętu podwodnego (ur. 1918)
  - Harold Lowe, brytyjski marynarz, piąty oficer na „Titanicu” (ur. 1882)
  - Ryszard Szkubacz, polski kapral piechoty (ur. 1916)
- 1945:
  - Boris Dmitrijewski, radziecki czołgista, Bohater Związku Radzieckiego (ur. 1922)
  - Julius Fromm, niemiecki chemik, przedsiębiorca, wynalazca pochodzenia polsko-żydowskiego (ur. 1883)
  - Pankracy Pfeiffer, niemiecki duchowny katolicki, przełożony generalny salwatorianów (ur. 1872)
  - Richard Thomalla, niemiecki inżynier budowlany, funkcjonariusz i zbrodniarz nazistowski (ur. 1903)
  - Karolina Maria Toskańska, arcyksiężniczka austriacka (ur. 1869)
- 1946:
  - Bertel Jung, fiński architekt, rysownik, publicysta pochodzenia niemieckiego (ur. 1872)
  - Michał Rapacz, polski duchowny katolicki, męczennik, Sługa Boży (ur. 1904)
  - Leopold Socha, polski Sprawiedliwy wśród Narodów Świata (ur. 1909)
- 1947 – Richard Rowland, amerykański producent filmowy (ur. 1880)
- 1948:
  - Stanisław Kasznica, polski podporucznik, ostatni komendant NSZ (ur. 1908)
  - Lech Neyman, polski kapitan NSZ, Służby Cywilnej Narodu i Organizacji Polskiej (ur. 1908)
- 1951 – Wasilij Aleksiejew, rosyjski sinolog, wykładowca akademicki (ur. 1881)
- 1952 – Stanisław Kapuściński, polski dermatolog (ur. 1890)
- 1953 – Fritz Mackensen, niemiecki malarz (ur. 1866)
- 1954 – Józef Mamak, polski działacz ruchu ludowego (ur. 1868)
- 1955:
  - Karol Benedykt Kautzki, polski nauczyciel, polityk, poseł na Sejm RP (ur. 1881)
  - Wincenty Kępczyński, polski działacz socjalistyczny i związkowy (ur. 1893)
  - Seweryn Łańcucki, polski pułkownik dyplomowany piechoty (ur. 1890)
  - Rajnold Przezdziecki, polski hrabia, dyplomata, historyk (ur. 1884)
- 1956 – Louis Calhern, amerykański aktor (ur. 1895)
- 1957:
  - Erich von Stroheim, austriacki aktor, reżyser, scenarzysta i producent filmowy (ur. 1885)
  - Aleksander Zakariadze, gruziński generał (ur. 1884)
- 1958 – Paul Reinecke, niemiecki historyk, konserwator zabytków (ur. 1872)
- 1959 – Dedë Malaj, albański duchowny katolicki, męczennik, błogosławiony (ur. 1917)
- 1960 – William Moore, brytyjski lekkoatleta, długodystansowiec (ur. 1890)
- 1961:
  - Tony Bettenhausen, amerykański kierowca wyścigowy (ur. 1916)
  - Ignacy Zelek, polski rzeźbiarz (ur. 1894)
- 1963:
  - Bobby Kerr, kanadyjski lekkoatleta, sprinter (ur. 1882)
  - Ernst Marischka, austriacki reżyser i scenarzysta filmowy (ur. 1893)
  - Aiden Wilson Tozer, amerykański pastor, autor książek chrześcijańskich (ur. 1897)
  - Stanisław Wiechowicz, polski kompozytor, dyrygent chóralny, krytyk muzyczny, pedagog (ur. 1893)
- 1965:
  - Franz Josef Kallmann, niemiecko-amerykański psychiatra, genetyk (ur. 1897)
  - Carlos Scarone, urugwajski piłkarz (ur. 1888)
  - Roger Vailland, francuski pisarz, scenarzysta filmowy (ur. 1907)
- 1966:
  - Anna Langfus, francuska pisarka pochodzenia polskiego (ur. 1920)
  - Ludwik Hieronim Morstin, polski pisarz, tłumacz (ur. 1886)
  - Felix Steiner, niemiecki generał (ur. 1896)
- 1967 – Stanisław Osiecki, polski polityk, poseł na Sejm i senator RP, minister reform rolnych oraz przemysłu i handlu, wicemarszałek Sejmu RP (ur. 1875)
- 1968 – Iwan Agajanc, radziecki agent wywiadu (ur. 1911)
- 1970:
  - Władysław Anders, polski generał, polityk emigracyjny (ur. 1892)
  - Nelly Sachs, niemiecka poetka, laureatka Nagrody Nobla pochodzenia żydowskiego (ur. 1891)
- 1971 – Tor Johnson, amerykański wrestler, aktor pochodzenia szwedzkiego (ur. 1903)
- 1972 – Myron Coureval Fagan, amerykański pisarz, producent, reżyser filmowy i teatralny (ur. 1887)
- 1973 – Frances Marion, amerykańska dziennikarka, pisarka, scenarzystka filmowa (ur. 1888)
- 1974 – Mark Aitchison Young, brytyjski urzędnik służb kolonialnych, polityk, dyplomata (ur. 1886)
- 1975 – Józef Leszczyński, polski historyk (ur. 1930)
- 1978:
  - Wasilij Mierkurjew, rosyjski aktor (ur. 1904)
  - Zdzisław Obertyński, polski duchowny katolicki, historyk Kościoła i sztuki (ur. 1894)
  - Leon Roppel, polski poeta, publicysta, nauczyciel, działacz kaszubski (ur. 1912)
  - Mieczysław Szczurek, polski piłkarz (ur. 1923)
  - Louis Zukofsky, amerykański poeta, nowelista, eseista pochodzenia żydowskiego (ur. 1904)
- 1980:
  - Adam Goos, polski entomolog (ur. 1914)
  - Bette Nesmith Graham, amerykańska wynalazczyni, bizneswoman (ur. 1924)
  - Lillian Roth, amerykańska aktorka, piosenkarka pochodzenia żydowskiego (ur. 1910)
- 1981:
  - Lata Brandisová, czeska dżokejka (ur. 1895)
  - Benjamin Sheares, singapurski lekarz, polityk, prezydent Singapuru (ur. 1907)
- 1982:
  - Carmine Rocco, włoski duchowny katolicki, arcybiskup, nuncjusz apostolski (ur. 1912)
  - Humphrey Searle, brytyjski kompozytor, teoretyk muzyki (ur. 1915)
- 1983 – Stanisław Woźniewicz, polski działacz ludowy, powstaniec wielkopolski (ur. 1900)
- 1984:
  - Matías González, urugwajski piłkarz (ur. 1925)
  - Antoni Komendo-Borowski, polski piłkarz (ur. 1912)
- 1985:
  - Jean Dubuffet, francuski malarz (ur. 1901)
  - Bohdan Wodiczko, polski dyrygent (ur. 1911)
- 1987 – James Jesus Angleton, amerykański funkcjonariusz CIA (ur. 1917)
- 1988 – Czesław Grenda, polski ekolog (ur. 1920)
- 1989 – Esteban de Jesús, portorykański bokser (ur. 1951)
- 1990 – Ewa Harsdorf, polska malarka, graficzka (ur. 1910)
- 1992 – (lub 13 maja) Wanda Rutkiewicz, polska alpinistka, himalaistka (ur. 1943)
- 1993 – Evert Dolman, holenderski kolarz szosowy (ur. 1946)
- 1994:
  - Erik Erikson, amerykański psychoanalityk, psycholog pochodzenia niemieckiego (ur. 1902)
  - Roy Plunkett, amerykański chemik (ur. 1910)
  - John Smith, brytyjski polityk (ur. 1938)
- 1995:
  - Giorgio Belladonna, włoski brydżysta (ur. 1923)
  - Mia Martini, włoska piosenkarka, aktorka (ur. 1947)
- 1997 – Wacław Dec, polski lekarz ginekolog (ur. 1931)
- 1998 – Binem Heller, polsko-izraelski poeta (ur. 1908)
- 1999 – Jerzy Stroba, polski duchowny katolicki, arcybiskup poznański (ur. 1919)
- 2000 – Władysław Miziołek, polski duchowny katolicki, biskup pomocniczy warszawski, ekumenista, esperantysta (ur. 1914)
- 2001:
  - Perry Como, amerykański piosenkarz pochodzenia włoskiego (ur. 1912)
  - Didi, brazylijski piłkarz, trener (ur. 1928)
  - Marian Knast, polski generał dywizji (ur. 1923)
- 2002 – Irena Maślińska, polska aktorka (ur. 1918)
- 2003 – Stan Lay, nowozelandzki lekkoatleta, oszczepnik (ur. 1906)
- 2004:
  - Paweł Krężel, polski piłkarz, trener (ur. 1927)
  - John LaPorta, amerykański klarnecista jazzowy, kompozytor (ur. 1920)
- 2005 – Zdzisław Gierwatowski, polski piłkarz, trener, uczestnik powstania warszawskiego (ur. 1920)
- 2006:
  - Alexander Böhm, niemiecki prawnik (ur. 1929)
  - Husajn Mazik, libijski polityk, premier Libii (ur. 1918)
- 2007 – Kai Johansen, duński piłkarz (ur. 1940)
- 2008:
  - Finn Haunstoft, fiński kajakarz kanadyjkarz (ur. 1928)
  - Robert Rauschenberg, amerykański artysta, pionier pop-artu (ur. 1925)
  - Irena Sendlerowa, polska działaczka społeczna, Sprawiedliwa wśród Narodów Świata (ur. 1910)
- 2009 – Heini Walter, szwajcarski kierowca wyścigowy (ur. 1927)
- 2010:
  - Edith Keller-Herrmann, niemiecka szachistka (ur. 1921)
  - Stanisław Kukuryka, polski polityk, poseł na Sejm PRL, minister budownictwa i przemysłu materiałów budowlanych (ur. 1928)
- 2011:
  - Harrison Chongo, zambijski piłkarz (ur. 1969)
  - Lloyd Knibb, jamajski perkusista (ur. 1931)
  - Tadeusz Żuk, polski inżynier, autor podręczników i publikacji naukowych (ur. 1933)
  - Piotr Żyżelewicz, polski perkusista, członek zespołów: Armia, Izrael, Voo Voo i 2Tm2,3 (ur. 1965)
- 2013:
  - Judit Ágoston-Mendelényi, węgierska florecistka (ur. 1937)
  - Samuel Aguilar, paragwajski piłkarz, bramkarz (ur. 1933)
  - Siergiej Aleksiejew, rosyjski prawnik, wykładowca akademicki, polityk (ur. 1924)
  - Olaf B. Bjørnstad, norweski skoczek narciarski (ur. 1931)
  - Aleksandra Cofta-Broniewska, polska archeolog, wykładowczyni akademicka (ur. 1926)
  - Paweł Podlas, polski bokser, trener (ur. 1976)
  - Krystyna Śreniowska, polska historyk, wykładowczyni akademicka (ur. 1914)
  - Kenneth Waltz, amerykański politolog, wykładowca akademicki (ur. 1924)
  - Zdzisław Wesołowski, polski ślusarz, polityk, poseł na Sejm PRL (ur. 1942)
- 2014:
  - Charalambos Angurakis, grecki polityk, eurodeputowany (ur. 1951)
  - Marco Cé, włoski duchowny katolicki, patriarcha Wenecji, kardynał (ur. 1925)
  - Hugh McLeod, szkocki rugbysta (ur. 1932)
  - Hans Rudolf Giger, szwajcarski malarz (ur. 1940)
  - A.J. Watson, amerykański konstruktor samochodowy (ur. 1924)
- 2015:
  - Cecil Jones Attuquayefio, ghański piłkarz, trener (ur. 1944)
  - Walentina Cariowa, rosyjska biegaczka narciarska (ur. 1926)
- 2016:
  - Maria Czubaszek, polska poetka, satyryk, scenarzystka, autorka tekstów piosenek (ur. 1939)
  - Tomasz Jurasz, polski pisarz, historyk sztuki (ur. 1929)
  - Ryszard Kolasa, polski lekkoatleta, tyczkarz (ur. 1964)
  - Julius La Rosa, amerykański piosenkarz (ur. 1930)
  - Tapio Mäkelä, fiński biegacz narciarski (ur. 1926)
  - Giovanni Migliorati, włoski duchowny katolicki, wikariusz apostolski Awasy (ur. 1942)
- 2017:
  - Mauno Koivisto, fiński polityk, ekonomista, premier i prezydent Finlandii (ur. 1923)
  - Amoc Zahawi, izraelski biolog ewolucyjny (ur. 1928)
  - Krzysztof Zorski, polski dziennikarz sportowy (ur. 1955)
- 2018:
  - Jerzy Jędrzejewski, polski pilot doświadczalny, konstruktor i instruktor lotniczy (ur. 1931)
  - Tessa Jowell, brytyjska polityk, minister kultury mediów i sportu (ur. 1947)
  - Antonio Mercero, hiszpański reżyser i scenarzysta filmowy (ur. 1936)
- 2019:
  - Kłara Gusiewa, rosyjska łyżwiarka szybka (ur. 1937)
  - Czesław Kurzajewski, polski dziennikarz, polityk, poseł na Sejm RP (ur. 1944)
  - Machiko Kyō, japońska aktorka (ur. 1924)
  - Wiktor Manakow, rosyjski kolarz szosowy i torowy (ur. 1960)
  - Nasr Allah Butrus Sufajr, libański duchowny katolicki, maronicki patriarcha Antiochii, kardynał (ur. 1920)
- 2020:
  - Felice Cece, włoski duchowny katolicki, arcybiskup Sorrento-Castellammare di Stabia (ur. 1936)
  - Renato Corti, włoski duchowny katolicki, biskup Novary, kardynał (ur. 1936)
  - Sisavath Keobounphanh, laotański wojskowy, generał, polityk, minister, wiceprezydent i premier Laosu (ur. 1928)
  - Astrid Kirchherr, niemiecka malarka, fotografka (ur. 1938)
  - Michel Piccoli, francuski aktor (ur. 1925)
  - Andrzej Saciuk, polski śpiewak operowy (bas) (ur. 1933)
- 2021:
  - Jiří Feureisl, czeski piłkarz (ur. 1931)
  - Stanisław Kęsik, polski poeta, działacz społeczny, polityk, samorządowiec (ur. 1958)
- 2022:
  - Dawid Bręk, polski koszykarz (ur. 1989)
  - Luis Albeiro Cortés Rendón, kolumbijski duchowny katolicki, biskup Vélez, biskup pomocniczy Pereira (ur. 1952)
  - Francesco Nucara, włoski architekt, dziennikarz, polityk (ur. 1940)
  - Maria Pańczyk-Pozdziej, polska dziennikarka, nauczycielka, polityk, senator, wicemarszałek Senatu RP (ur. 1942)
- 2023:
  - Ołeksandr Chmil, ukraiński hokeista, trener (ur. 1980)
  - Owen Davidson, australijski tenisista (ur. 1943)
- 2024:
  - Mark Damon, amerykański aktor (ur. 1933)
  - Tapiwa Kumbuyani, zimbabwejski piłkarz (ur. 1983)
  - David Sanborn, amerykański saksofonista jazzowy (ur. 1945)
- 2025:
  - Per Bartram, duński piłkarz (ur. 1944)
  - Vlastimil Hort, czeski szachista (ur. 1944)
  - Gerard Schipper, holenderski kolarz torowy i szosowy (ur. 1948)